# 张凤翙
张凤翙（1881年2月5日—1958年7月29日），字翔初，原籍河南沁陽縣，寄籍陕西咸宁縣。中国民主革命家，中华民国军事及政治人物。

## 生平
张凤翙祖籍河南省沁阳县。光绪七年正月初七（1881年2月5日）出生于陕西咸宁（今西安）。19岁考中秀才，名列咸宁县同榜第一。1902年张凤翙考入陕西陆军武备学堂。1904年秋公派日本留学，先入东京振武学校，1906年升入日本陆军士官学校第六期骑兵科，1908年毕业。在日本期间，张凤翙曾一度加入中国同盟会，后来烧毁了会員証，保持了保守的政治姿态。
1909年张凤翙归国。1910年春，任陕西新军督练公所委员、同年冬升陕西新军第三十九混成协旅司令部参军官，随后改任参谋兼二标一营管带。1911年10月20日，张凤翙被陕西同盟会会员井勿幕等人推举为起义总指挥。10月22日起义，革命軍攻佔西安满城守將文瑞投井自尽。起義軍模仿湖北義軍“浙鄂豫復漢軍”自稱“秦陇复汉军”，张凤翙被推舉為大统领。12月9日，张凤翙任中华民国秦军政府大都督。1912年8月改头衔为陕西都督，兼民政长。
此后张凤翙积极支持袁世凯，在二次革命中镇压了革命派。1914年（民国3年），白朗率軍进攻陝西省，袁世凱以此为口实，令其心腹陸建章率軍以追讨白朗的名义进入陝西省。张凤翙的都督之位被陸夺取。1914年7月，张凤翙被袁世凯免去陕西的职务，赴京。后被封为扬威将军，任国会参议院议员。后来他曾几度试图重新回陕西掌权，皆未果。1925年2月任段祺瑞政府善后会议会员代表。
1937年7月7日卢沟桥事变爆发，7月8日张凤翙从北京乘飞机回西安。抗日战争期间，他曾任陕西省临时参议会议员。1940年12月至1945年4月任第二、三、四届国民参政会参政员。
1949年中华人民共和国成立，张凤翙拒绝去台湾，而是留在了中国大陆。此后历任中华人民共和国西北军政委员会委员、西北行政委员会委员、陕西省人民政府副主席、副省长、第一届全国人民代表大会代表等职务。
1958年7月29日，张凤翙病逝于西安，享年78岁（満77歳）。被安葬于西安烈士陵园。